# Benjamin Monclar
Benjamin Monclar, né le 3 mai 1988 à Limoges, est un joueur français de basket-ball. Il évolue au poste d'arrière à l'Olympique d'Antibes. Il est le fils de l'ancienne athlète Laurence Lebeau et de l'ancien joueur et entraîneur Jacques Monclar et le petit-fils de Robert Monclar, tous deux internationaux français. Son frère Julien est également manager général de l'ADA Blois.

## Biographie
Il débute en Pro A avec le club de Dijon lors de la saison 2007-2008.
En 2011, il devient vice-champion de France de Pro B puis rejoint le club d'Antibes. En 2012-2013, il remporte le titre de champion de France de Pro B.
En 2013, il est prêté au club belge du Spirou Charleroi, club partenaire d'Antibes. En manque de temps de jeu, il rejoint ensuite l'ADA Blois Basket 41, équipe de NM1 en janvier 2014. En mars 2016, Benjamin Monclar et son équipe l'ADA sont champions de NM1 et le club évolue en Pro B dès septembre 2016 et devient champion de Pro B dès la saison suivante (2017-2018) mais l'ADA ne peut pas monter en Jeep Elite. 
Après avoir de nouveau manqué la montée, il retourne en 2021 à l'Olympique d'Antibes où il avait évolué entre 2011 et 2013.
Il prend sa retraite à la suite du match du vendredi 10 mai 2024 contre Boulazac, après avoir remporté 66 contre 58. Qualifiant l’Olympique d'Antibes au Playoffs

## Clubs successifs
- 2007-2011 :  JDA Dijon (Pro A puis Pro B)
- 2011-2013 :  Olympique d'Antibes Juan-les-Pins (Pro B)
- 2013-2014 :  Spirou Charleroi (Ethias League)
- 2014-2021 :  ADA Blois (NM1 puis Pro B)
- 2021-2024 :  Olympique d'Antibes (Pro B)

## Palmarès
- Champion de France de Pro B en 2013 (Antibes Sharks)
- Champion de France de Nationale 1 en 2016 (ADA Blois Basket 41)
- Champion de France de Pro B en 2018 (ADA Blois Basket 41)